# Слюноотделение
Слюноотделение, саливация (лат. salivatio) — выделение слюнными железами слюны.
Слюноотделение крупных желез происходит рефлекторно при раздражении пищей чувствительных нервных окончаний ротовой полости или при воздействии условных раздражителей (вид, запах пищи). Мелкие слюнные железы секретируют постоянно, увлажняя слизистую оболочку.  Кроме того, у человека слюноотделение околоушных и подъязычных желез способствует осуществлению речевой функции.
Саливация находится под контролем вегетативной нервной системы. Центры слюноотделения располагаются в продолговатом мозге. Стимуляция парасимпатических окончаний вызывает образование большого количества слюны с низким содержанием белка. Стимуляция симпатических окончаний также приводит к секреции малого количества слюны, но вязкой по консистенции. Без стимуляции секреция слюны происходит со скоростью около 0,5 мл/мин.
Отделение слюны уменьшается при стрессе, испуге или обезвоживании и практически прекращается во время сна и наркоза. Усиление выделения слюны происходит при действии обонятельных и вкусовых стимулов, а также вследствие механического раздражения крупными частицами пищи и при жевании.
В среднем за сутки выделяется 1—2,5 л слюны. Норма выделения слюны составляет 2 мл за 10 минут, в среднем во рту человека находится от 1 до 2 мл слюны. Выделение слюны в большем объеме называется гиперсаливацией.
Изучение механизма слюноотделения было начато еще в 19 веке. Согласно теории Р. Гейденгайна  (1868 г.), выделение воды и солей при саливации происходит под влиянием секреторных нервов, а органических веществ — при возбуждении трофических.